# Ростовские князья
Князья Ростовские — русский княжеский род, происходящий от Константина Всеволодовича, старшего сына Всеволода Юрьевича Большое Гнездо, Великого князя Владимирского.
Род Ростовских князей внесён в Бархатную книгу.

## Происхождение и история рода
В поколенной росписи князей Ростовских, находящихся в Бархатной книге и других родословных книгах, показано. что праправнук великого князя Владимира Святославовича, крестившего землю Русскую, великий князь Всеволод Юрьевич, посадил своего сына князя Константина на княжение в Ростов. Сын сего князя Константина, князь Василий, отдал своему сыну князю Борису в удел Ростов. Внуки данного князя Бориса, князья Константин и Фёдор Васильевичи, поделили Ростов на двоих, от которых пошли различные ветви князей Ростовских с прибавлением имени или прозвания родоначальника ветви.

### Рода происходящие от князей Ростовских
От князей Ростовских произошли княжеские и дворянские рода: Голенины, Щепины, Приимковы, Баташевы, Бахтеяровы, Гвоздевы,Хохолковы, Володимеровичи, Яновы, Пужбальские, Бритые, Ласкины, Косаткины, Голубые, Тёмкины, Катыревы, Буйносовы, Белоголовы, Лобановы, Брюхатые, а также от князей ростовских происходил княжеский род Белозёрских и происходящих от них рода: Белосельские, Андомские, Вадбольские, Шелешпанские, Кемские, Сугорские, Карголомские, Ухтомские.

## Герб княжества Ростовского
В гербовнике В. А. Дурасова имеется герб ростовского княжества, впоследствии ставшим основным элементом гербов у родов идущих от данных князей, города Ростов Ярославского наместничества и прообразом современного герба Ростова: в червлёном поле гербового щита, шествующий серебряный олень с золотым ошейником. Щит увенчан шапкой Мономаха, что явствует о происхождении потомков от Владимира Мономаха.

## Известные представители
Князья Ростовского княжества и их потомки до выделения в отдельные рода. Полужирным отмечены правители Ростовского княжества. Указано колено от Всеволода Большое Гнездо и Рюрика.
- Константин Всеволодович Мудрый (колено І, X), старший сын Всеволода Юрьевича Большое Гнездо, Великого князя Владимирского. Князь Ростовский (1207—1218) и Великий князь Владимирский (1216—1218).
  - Василько Константинович (1209—1238, колено IІ, XI), князь Ростовский (1218—1238).
    - Борис Василькович (1231—1277, колено IІІ, XІI) — князь Ростовский (1238—1277).
    - Глеб Василькович (2.05.1237-13.12.1278, колено III, XII) — князь Белозерский (1238-13.12.1278), Ростовский (1277-13.12.1278).
      - Дмитрий Борисович (1253—1294, колено IV, XIII), князь Ростовский (1278—1286, 1289—1294), Углицкий (1286—1288).
        - Александр Дмитриевич (род. 1286, колено V, XIV), в 1292 году с отцом и дядей ездил в Орду.
          - Юрий Александрович (колено VI, XV)

      - Константин Борисович (колено IV, XIII), князь Ростовский (1278—1288, 1294—1307), Углицкий (1288—1294).
        - Александр Константинович (колено V, XIV), Углицкий (1294—1302).
          - Юрий Александрович (колено VI, XV), князь Углицкий (1302—1320) и Ростовский (1316—1320).

        - Василий Константинович (1291—1316, колено V, XIV) — князь Ростовский (1307—1316). У него были сыновья Фёдор и Константин, при которых Ростовское княжество разделилось на два удела.
          - Фёдор Васильевич (колено VI, XV), князь Ростово-Усретинский (1320—1331). По С. М. Соловьёву, родился в 1311 году. Летописные известия о нём весьма скудны и ограничиваются передачей двух фактов из его жизни: в 1326 году он женился, на кн. Марии Фёдоровне, и 28 марта 1331 года скончался, оставив единственного сына, князя Андрея. В 1320 Фёдор с братом Константином поделили между собой Ростовское княжество. Фёдору досталась Усретинская сторона.
            - Андрей Фёдорович (ум. 1409, колено VII, XVI) — князь Ростово-Усретинский (1331—1360, 1364—1409).
              - Иван Андреевич (жил в XV веке, колено VIII, XVII), князь Ростово-Усретинский (1409—?).
                - Юрий Иванович Немой (колено IX, XVIII). Имел единственного сына Семёна и, по Титову, дочь Марию, бывшую замужем за князем Фёдором Дмитриевичем Приимковым, и другую, неизвестную по имени дочь, бывшую замужем за Ростовским князем Юрием Дмитриевичем Бычковым. По рукописи Артынова, князь Юрий, спустя два с половиной месяца после Мамаева побоища, 20 ноября 1380 участвовал в съезде Ростовских князей в Городце на Саре для обсуждения последствий Куликовской битвы.
                  - Семён Юрьевич (колено X, XIX). По Титову, был женат на Марии, дочери князя Александра Борисовича, внука Юрия Долгорукого. Умер бездетным.

                - Фёдор Иванович Голень (колено IX, XVIII). Известен только по родословным.
                  - Голенины-Ростовские

              - Фёдор Андреевич (колено VIII, XVII). Жил в XIV веке. Известен только по родословным.
                - Александр Фёдорович Щепа (ум. 1442, колено IX, XVIII) — псковский наместник (1410—1412, 1421—1424, 1429—1434).
                  - Дмитрий Александрович Щепин-Ростовский (колено X, XIX), псковский наместник в 1428 году.
                    - Щепины-Ростовские

                - Иван Фёдорович Большой и Иван Федорович Меньшой (колено IX, XVIII); жили в XV веке. Известны только по родословным, где оба показаны бездетными.
                - Русан Фёдорович (колено IX, XVIII). В некоторых родословных называется Фёдором Русаном, у Титова же представлен он двумя разными лицами: Фёдором и Русаном. Известен только по родословным.
                - Дмитрий Фёдорович Приимок (колено IX, XVIII). Жил в XV веке. Имел двух сыновей: Фёдора и Дмитрия. Известен только по родословным.
                  - Приимковы
                  - Гвоздевы
                  - Бахтеяровы-Ростовские

                - Фёдор Фёдорович (колено IX, XVIII). В некоторых родословных считается за одно лицо с Русаном. Известен только по родословным. Бездетен.

              - Юрий Андреевич (колено VIII, XVII). В 1398 году, во время борьбы великого князя Московского Василия Дмитриевича с Новгородом, был в Устюге, будучи там, вероятно, в качестве воеводы. Когда новгородцы, разбившие Московскую рать, в поисках за новгородцем Анфалом, перешедшим на сторону Москвы, подошли к Устюгу и спросили князя и граждан: стоят ли они за Анфала, то получили отрицательный ответ и оставили Устюг в покое; между тем как, спустя некоторое время, те же устюжане с князем пришли на помощь Анфалу. В 1413 году князь Юрий умер, приняв перед кончиной иноческий чин с именем Герасима. Потомства у него не было.
              - Константин Андреевич (колено VIII, XVII); жил в конце XІV и начале XV веков. Из летописей известно лишь, что он скончался 27 апреля 1407, перед смертью приняв иноческий сан с именем Кассиана. Потомства у него не осталось.
              - Михаил Андреевич (колено VIII, XVII); жил в XIV—XV веках. Известен только по родословным, в которых потомства от него не показано. Возможно, пал на Куликовском поле.
              - Борис Андреевич (колено VIII, от Рюрика XVII), жил в XІV—XV веках. По рукописи Хлебникова, он уничтожил возобновленный его отцом знаменитый зверинец в Ростовском уезде. По родословным росписям, потомства от него не показано и других сведений о нём не имеется.

          - Константин Васильевич (колено VI, XV), первый князь (1320—1365) младшей линии рода Василия Константиновича, владевшей Борисоглебской стороной Ростова.
            - Иван Константинович (колено VII, XVI); жил в XІV веке. Владел в Ростовском уезде, как вотчиною, деревней Мартюковой, которая впоследствии перешла к его сыновьям (о последних сообщает один Титов) Андрею, Фёдору и Ивану; деревнею Ивановой, которую сын его Фёдор дал в приданое за своей дочерью Дарьей, выданной замуж за князя Дмитрия Ивановича Бритого-Бычкова, а в 1321 году к нему перешло во владение и село Вознесенское. Можно полагать с большою достоверностью, что он скончался в 1365 году.
            - Глеб Константинович (колено VII, XVI). Как и брат его Иван упоминается только в родословных; с большим вероятием можно полагать, следуя Экземплярскому, что князь Глеб скончался в 1365 году, основываясь на сообщении Никоновской летописи, где под 1365 годом сказано: «того же лета князь Констянтин и з женою и з детьми преставись» (от моровой язвы); здесь следует разуметь, по-видимому, именно Ивана и Глеба Константиновичей, детей Константина Васильевича, так как другие его сыновья ещё упоминаются в летописях после этого года.
            - Василий Константинович (колено VII, XVІ). Кроме известия о том, что в 1375 году он вкупе с Андреем Фёдоровичем, Александром Константиновичем и Фёдором Романовичем участвовал в походе великого князя Московского Дмитрия Ивановича на Тверь, никаких других сведений о нём не имеется. По родословным росписям он показан бездетным; был ли женат, неизвестно.
            - Александр Константинович (колено VII, XVІ), князь Ростово-Борисоглебский (1365—1404).
              - Андрей Александрович (колено VIII, XVІI), князь Ростово-Борисоглебский (1404—1416).
                - Иван Андреевич Брюхатый, князь Ростовский (XV век, колено IX, XVIII). Принимая в соображение то обстоятельство, что он не упоминается по случаю продажи половины Ростова в 1474 году, можно заключить, что он умер до этого года.
                  - Андрей Иванович Хохолок (XV век, колено X, XIX), был, хотя, может быть, и не до конца своей жизни, удельным князем, так как только при нём в 1474 году дядья его — Владимир Андреевич и Иван Иванович Долгий, за себя и за него, продали отчину свою великому князю Московскому. По Хлебниковскому летописцу, списанному Артыновым, он был женат на княжне Татьяне, дочери Ивана Фёдоровича, внучке князя Константина Владимировича, и взял за ней в приданое местность, занимаемую ныне селом Рославлевым Ростовского района. Самому ему принадлежала местность, занимаемая ныне селом Соколовым.
                    - Иван Андреевич Катырь (XV век, колено XI, XX). Известен только по родословным.
                      - Хохолковы-Ростовские
                      - Катыревы-Ростовские

                  - Александр Иванович Хохолок (колено X, XIX), умер до 1474 года; был ещё (хотя, быть может, и не до конца своей жизни) удельным князем, так как только при нём, в 1474 году, дядья его Владимир и Иван Долгий, за себя и за него, продали свою отчину великому князю Московскому. Был женат на некоей Матрёне, которая в селе Козлове Зверинцевской волости Ростовского уезда, содержала большие козлиные стада, а также была любительницей разводить их.
                    - Фёдор Александрович Горбатый (колено XI, XX)
                    - Иван Александрович Буйнос (колено XI, XX). Известен только по родословным.
                      - Буйносовы-Ростовские

                    - Андрей Александрович (колено XI, XX)
                    - Дмитрий Александрович (колено XI, XX)

                - Дмитрий Андреевич (колено IX, XVIII). Известен только по родословным, которые считают его бездетным.
                - Фёдор Андреевич (колено IX, XVIII). Известен только по родословным, которые считают его бездетным; лишь Титов даёт ему дочь Дарью, которая была замужем за князем Дмитрием Бритым-Ростовским.
                - Владимир Андреевич (колено IX, XVIII), князь Ростово-Борисоглебский (до 1474), псковский наместник (1461—1462).
                  - Дмитрий Владимирович (ум. 1518, колено X, XIX), боярин и воевода на службе у Московских князей Ивана III и Василия III, псковский князь-наместник (1503—1507).
                    - Петр Дмитриевич Бессчастный (колено XI, XX).
                    - Андрей Дмитриевич (ум. 1550, колено XI, XX), боярин и воевода на службе у Московских князей Василия III и Ивана Грозного

                  - Александр Владимирович (ум. 1523, колено X, XIX), боярин и воевода на службе у Московских князей Ивана III и Василия III, псковский князь-наместник (1496—1501).

                - Иван-Ян Андреевич, (XV век, колено IX, XVIII). В 1425 году у него умерла мать. Умер до 1474 года.
                  - Василий Иванович Губка (колено X, XIX), был воеводою великого князя Московского Василия III. Титов ведёт от него род князей Губкиных-Ростовских, чего не встречается в других родословных.
                    - Губкины-Ростовские

                  - Иван Иванович Темка (XV—XVI века, колено X, XIX).
                    - Темкины-Ростовские

                  - Семён Иванович (XV век, колено X, XIX). До 1474 г. может считаться удельным князем, так как в этом году Ростовский удел был продан его дядей великому князю Московскому Ивану III. Известен только по родословным.
                  - Дмитрий Иванович (XV век, колено X, XIX). Известен только по родословным.
                    - Яновы-Ростовские

                - Пётр Андреевич (колено IX, XVIII). Умер бездетным; известен только по родословным.

              - Фёдор Александрович (колено VIII, XVII), князь Ростовский (1417—1418).
                - Александр Фёдорович (колено IX, XVIIІ); время жизни его относится к первой четверти XV века; в большей части родословных он оказывается пропущенным; Хмыров, на основании некоторых официальных документов, передаёт, что его женой была дочь Ивана Владимировича, князя Серпуховского, — Мария.

              - Иван Александрович (XІV и XV века, колено VIII, XVII). Известен только по родословным. По Титову у него была жена Дарья, дочь князя Ростовского Андрея Фёдоровича, от которого убежала к князю Ивану Александровичу и вместе с ним сражалась на Куликовском поле.
                - Андрей Иванович (XV век, колено IX, XVIII); известен только по родословным; бездетен.
                - Василий-Варсонофий Иванович (XV век, колено IX, XVIII). Известен только по родословным.
                - Константин Иванович (XV век, колено IX, XVIII). Известен только по родословным.
                - Иван Иванович Долгий (XV век, колено IX, XVIII), князь Ростово-Борисоглебский (до 1474).
                - Александр Иванович (XІV—XV века, колено IX, XVIII), известен только по родословным. Должен считаться ещё удельным князем, так как, очевидно, он умер раньше старшего брата своего Ивана Долгого, в противном случае последний должен был бы продавать в 1474 «половину Ростова со всем» с согласия также и князя Александра, чего из сохранившихся летописных известий не видно.

            - Владимир Константинович (колено VII, XVI), жил в XІV—XV веках. В 1375 году вместе с братом Александром Константиновичем, помогал великому князю Московскому Дмитрию Ивановичу в его борьбе с Тверским князем Михаилом Александровичем. В Куликовской битве 1380 года был «воеводой правой руки»; в своё время был очень известен любовью к соколиной охоте.
              - Константин Владимирович (колено VIII, XVII). По летописям известно только, что он умер в 1415 году, приняв перед смертью иноческий чин с именем Кассиана. Был бездетен.
              - Иван Владимирович Бычок (колено VIII, XVII). Жил в XIV—XV веках. Упоминается в Ростовском соборном синодике.
                - Александр Иванович (колено IX, XVIIІ). Жил в XІV—XV веках. Известен только по родословным, которые дают ему 5 сыновей.
                  - Василий Александрович Ластка (колено X, XIX). Имел сыновей: Семёна и Юрия, с которыми угасла мужская ветвь рода князей Ласткиных-Ростовских (Женская линия известна под фамилией Ластовины).
                  - Михаил Александрович Касатка (XV век, колено X, XIX); упоминается в ростовском соборном синодике.
                    - Касаткины-Ростовские

                  - Иван Александрович Лобан (колено X, XIX), жил в XІV и XV века. При нём и брате его Василии Александровиче Ластке явился животворящий крест Господень.
                    - Лобановы-Ростовские

                  - Иван-Ян Александрович (колено X, XIX), бездетный. Известен только по родословным.
                  - Фёдор Александрович Голубой (колено X, XIX), упоминается в чине свадьбы князя В. Д. Холмского и княгини Софии Ивановны Московской (1500). По Титову, имел двух сыновей: Александра и Василия, на сыне которого Петре Голубом пресеклось потомство князей Голубых-Ростовских, родоначальником которых был князь Фёдор. Известен только по родословным.

                - Дмитрий Иванович Бритый (колено IX, XVIII), жил во второй половине XV века. Известен только по родословным. У него были сыновья: Василий, Юрий и Владимир, прозвищем Волох, — князья Бритые-Ростовские, уже не бывшие удельными. От одного из внуков Дмитрия, князя Василия Юрьевича, по прозванию — как и прадед его — Бычка, произошёл давно уже угасший род князей Бычковых-Ростовских.
                  - Бритые-Ростовские
                    - Бычковы-Ростовские

      - Василий Борисович, княжич Ростовский (колено IV, XIII). По летописям известно только, что он родился 16 апреля 1268 года. Можно предполагать с большой вероятностью, что он умер в младенчестве, так как после смерти его дяди — князя Глеба Васильковича — сели на княжение только два сына Бориса Васильковича: Дмитрий и Константин.

    - Глеб Василькович (1237—1278, колено IІІ, XІI) — первый князь Белозерский (1238—1278), удельный князь Ростовский (1277—1278).
      - Белозерские князья
      - Пужбольские-Ростовские
      - Князь Иван Иванович Долгий-Пужбольский (колено XVIII).

Хотя князья Ростовские и напоминали своею фамилиею о знаменитом некогда княжении Ростовском, но такое прозвание как бы ослаблялось приложением к каждой ветви этого дома особых прозваний по личным прозвищам родоначальников. Князей Ростовских в Москве собственно не было, но были существующие и доныне отдельные их отрасли, а именно: князья Лобановы, Касаткины и Щепины, с присвоением к каждой из этих отраслей общего, как бы только дополнительного прозвания. Удержание же названия Ростовских может быть объяснено тем, что при уступке Ростова Москве князья Ростовские выговорили себе и своим потомкам право, чтобы по приезде их в Ростов они были там встречаемы с особыми почестями, как владетельные князья, что и продолжалось до Екатерины II, отменившей такие встречи.
— Е. Карнович «Родовые прозвания в России»